# Rollen (Luftverkehr)

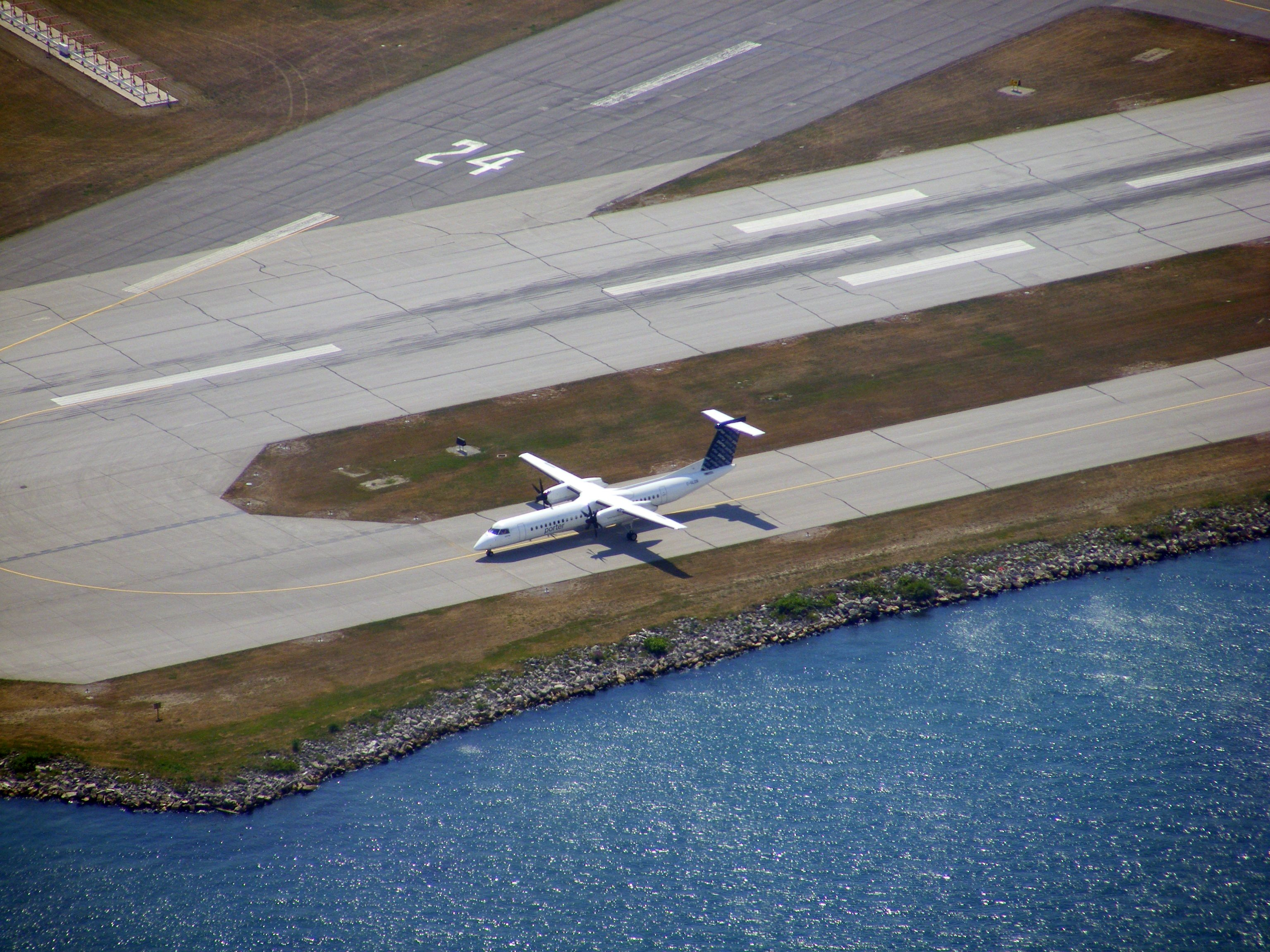
Eine De Havilland DHC-8 auf einem Rollweg

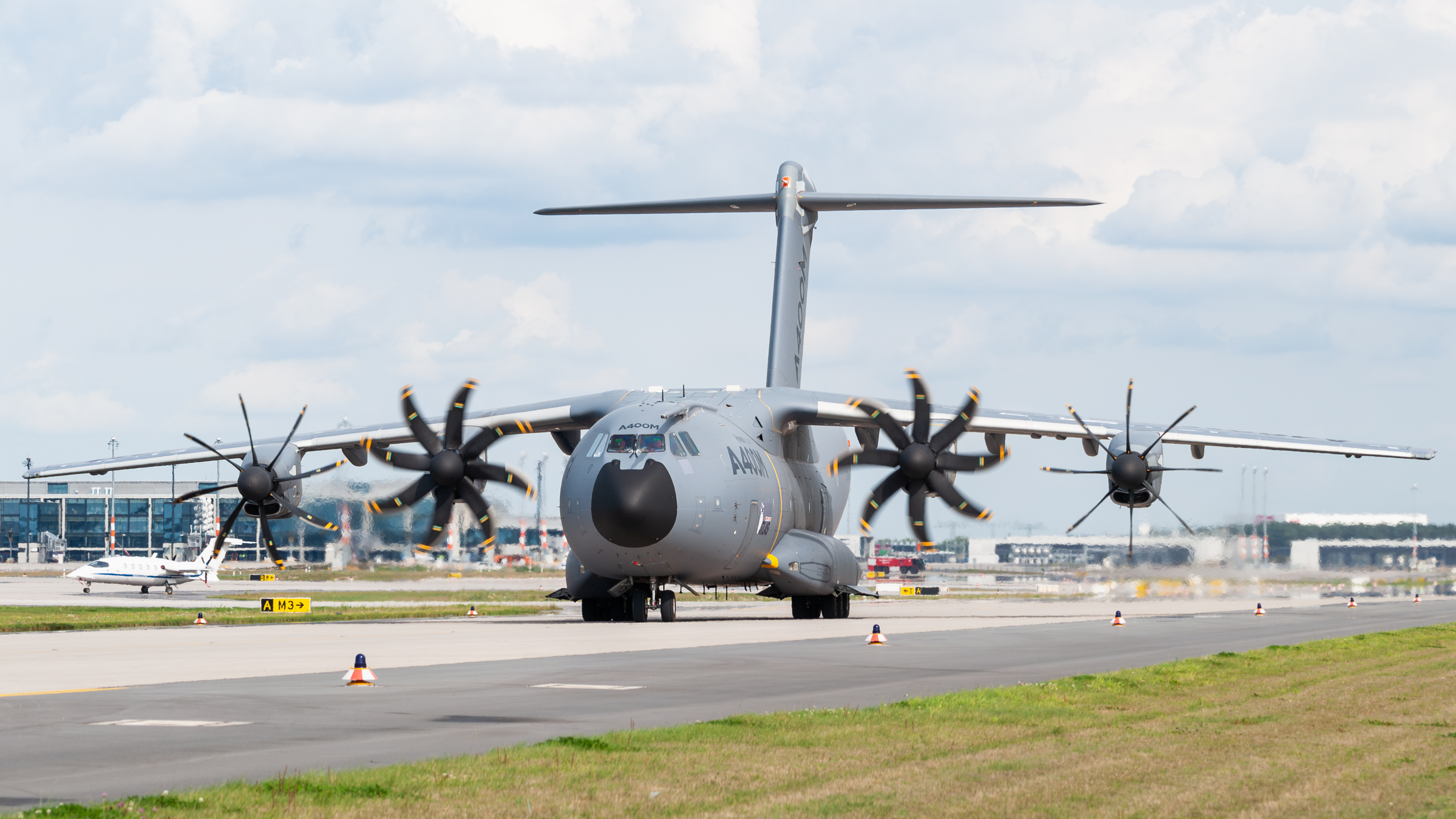
Ein Airbus A400M rollt mit dem Schub der beiden inneren Propeller

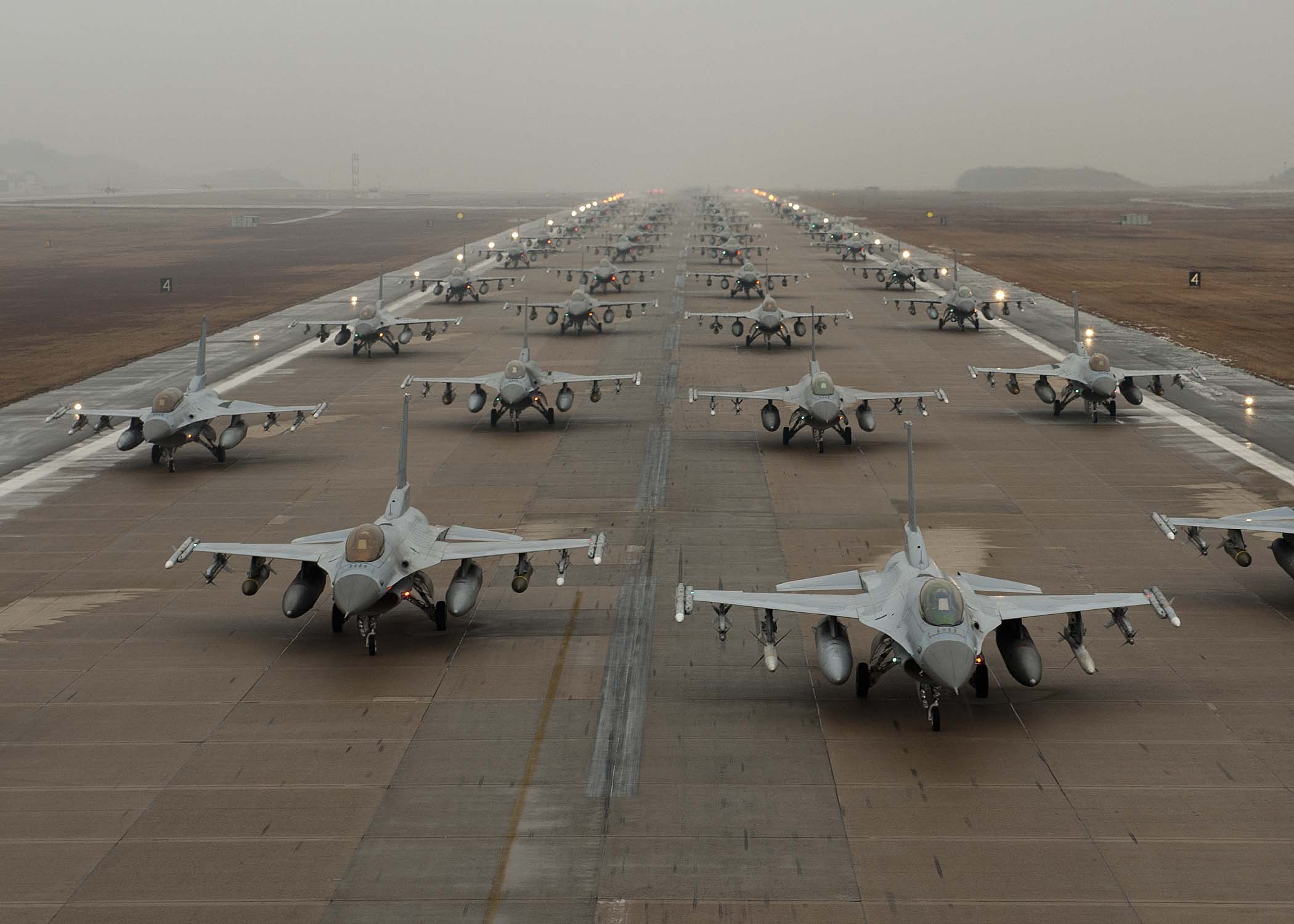
Massiertes Taxiing (elephant walk) von Militärflugzeugen

Als Rollen oder Taxiing (englisch; Verb: to taxi) wird in der Fliegersprache die langsame Bewegung eines Luftfahrzeugs auf dem Boden bezeichnet, beispielsweise um vom Vorfeld zur Start- und Landebahn und zurück zu gelangen. Im Gegensatz zum Pushback erfolgt das Rollen mithilfe des eigenen Antriebs.
Die Flugzeuge auf einem Flughafen bzw. einem Flugplatz rollen auf dem Rollfeld, das neben der Start- und Landebahn die Rollbahn umfasst. Es kann aus Asphalt, Beton oder einer Grasfläche bestehen. Die Rollbahnen auf Flughäfen werden auch Taxiway genannt.
Das Flugzeug bzw. das Luftfahrzeug kann sich auf Rädern, Kufen oder im Bodeneffekt schwebend (bei einigen Hubschraubern) bewegen. 
Die Rollkontrolle koordiniert die Bewegungen. Für die Flugzeuge gibt es auf Flugplätzen Geschwindigkeitsgrenzen. Eine Höchstgeschwindigkeit für rollende Luftfahrzeuge ist weltweit nicht rechtlich verbindlich festgelegt. In Deutschland findet man Höchstgeschwindigkeiten, sofern festgelegt, in der Flughafenbenutzungsordnung des Flughafens. Die Fluggesellschaften legen intern ebenfalls Höchstgeschwindigkeiten im Flugbetriebshandbuch für ihren Flugbetrieb fest.